# Municipio de San Baltazar Chichicápam
El municipio de San Baltazar Chichicápam se localiza en la parte central del estado de Oaxaca (México), al sureste de la capital del mismo, al este del distrito de Ocotlán, en la región de los Valles Centrales, en las coordenadas 96º 29´ longitud oeste y 16º 46´ latitud norte, a una altitud de 1. 540 metros sobre el nivel del mar.
Su toponimia ha sido muy debatida, pues proviene de la lengua náhuatl. A continuación se presentan brevemente las definiciones de algunos autores, que podrán ampliarse en la bibliografía que se indica o en la monografía de la población.
Nicolás de Espíndola, en 1580, argumentó que Chichicapa1 quiere decir “Agua amarga”. Por su parte, el padre Francisco de Burgoa amplía la definición como “Río amargo o de aguas amargas, insípidas o salsuginosas"2; muy similar denominación hace el padre Esteban Arroyo al expresar que Chichicapan significa “Río amargo o aguas amargas”, aunque no debe entenderse en un sentido literal. Posteriormente, Manuel Martínez Gracida traduce el topónimo como “Río de la amargura”, y José María Bradomín dice que chichic es “amargo” y apan, “en el agua”, de manera que Chichicapan significa “En el agua amarga”.3
Al respecto, el doctor Bernd Fahmel Beyer comenta que en un mapa de 1593 guardado en el Archivo General de la Nación (Tierras: 2729/9:148 y149), el nombre de Chichicápam, se escribe Xixicapa, dando a entender que se trata de “Agua que se desparrama a donde se encuentra un gran remolino”. Este significado coincide mejor con el nombre zapoteco del lugar, “Piedra del remolino”, que hace referencia a una piedra alrededor de la cual se arremolina el agua durante las crecidas del río”.4 Esta piedra es de gran significado para los pobladores, en zapoteco se le denomina la’n dxiah ltah guee’la (“dentro de la piedra dura donde se acumula el agua”). Recuperando lo esencial de estos conceptos, el significado que la propia comunidad acepta es: “Dentro de la piedra dura donde se acumula, arremolina y desparrama el agua”.
En relación con el período y la época de fundación de Chichicápam no se tiene ninguna certeza, para lograr una aproximación se han considerado las evidencias que existen del poblamiento del Valle de Oaxaca, hasta las suposiciones que de este tópico se formulan en el caso particular de Chichicápam.
Para conocer algunas referencias históricas del periodo del poblamiento del valle de Oaxaca, se acudió al Museo del Centro Cultural Santo Domingo de la ciudad de Oaxaca, las cuales pueden contrastarse con la secuencia cronológica y arqueológica de los Valles Centrales de Oaxaca.5
Así se indica que los primeros caseríos en el valle datan del año 1500 a. C. a 1400 a. C. En el año 900 a. C., iniciaron las construcciones de Monte Albán, y en el año 900 d. C., cesaron. Según las referencias del museo, en el período Preclásico Temprano (año 1600 a. C. al 900 a. C.) ya había caseríos en el Valle de Oaxaca, esto mucho antes del inicio de la construcción de Monte Albán, Preclásico Medio (año 900 a. C., al 300 a. C.)
Por otra parte, y como dato importante, está la referencia que sobre los zapotecas hace el padre José Antonio Gay cuando dice: “Los zapotecas pertenecen a la primera inmigración tolteca verificada cien años antes de nuestra era. La colonia establecida en el Valle de Oaxaca debe haber sido al principio muy pequeña, pues necesitó de mucho tiempo para multiplicarse. Durante cerca de seiscientos años fueron desarrollándose lentamente”.6
El padre Gay acerca todavía más el periodo de desarrollo del valle, pues lo ubica entre 100 a. C., y 600 años d.C. En el supuesto de ser así tendríamos que muy probablemente en este lapso se haya dado la expansión de los zapotecas, y por tanto la fundación de Yihka Lada Dxiaa’, que se dice fue el asentamiento que antecedió a Chichicápam, esto corresponde a la etapa Urbana Tardía del período Clásico de la época Xoo Temprana de la fase de 500-650 d. C. De aceptarse tal supuesto la antigüedad aproximada del pueblo sería de 1500 años, pero en el caso de ubicarla en la frontera de las épocas Xoo Temprana y Xoo Tardía, sería de 1350 años.
Se dice que Yihka Lada Dxiaa’ o “Cabeza de la Gran Plaza”, también denominado “Pueblo viejo”, fue un centro ceremonial y comercial importante, lo que hace de este lugar en la actualidad un potencial sitio arqueológico e histórico prehispánico inexplorado, cuyos vestigios se localizan hacia el noreste, a dos kilómetros de la población.
Según las investigaciones realizadas en Chichicápam en el año 2004, por el doctor Bernd Fahmel Beyer, en Yihka Lada Dxiaa’ y en el promontorio natural del Calvario: “Debido a que en la superficie de ambos lugares se han observado tepalcates de la época Monte Albán I a IIIB-IV, y ningún policromado ni forma ‘mixteca’, tenemos la duda sobre cuáles son los diagnósticos de la época posclásica”.7 Esta afirmación del investigador plantea más interrogantes que respuestas de la época prehispánica, y consecuentemente sugiere que hay que investigar acerca de Chichicápam.
Sobre la época hispánica, se dispone de mayor información, aunque con muchas incertidumbres. A pesar del corto tiempo a partir de la conquista, en la memoria de los pobladores existen narraciones que han pasado de generación en generación, entre otras, las vejaciones de que fueron objeto nuestros indígenas. Para tener un panorama general de esta época, reflexionemos en las siguientes citas.
En 1580 se elaboró la primera Relación de Chichicapa y su partido,8 por Nicolás de Spíndola, y él mismo dice: “Es la relación más cierta y verdadera que se ha podido hacer”. En dicha relación se habla de los dioses, costumbres y tradiciones de nuestros antecesores.
Los pueblos prehispánicos estaban organizados y controlados mediante formas de gobierno, a los pueblos dominantes se les tributaba, y en nuestro caso Peter Gerhard menciona: “En el valle de Oaxaca tuvieron reyes zapotecas y tributaban a los aztecas en 1521, así como Chichicapa”.9
Respecto a la conquista de los pueblos cercanos, Peter Gerhard escribe: “La conquista española de la zona ocurrió entre 1521 y principios de 1522, Chichicapa se dice fue reducido por Pedro de Alvarado y Teitipac por Juan Esteban Colmenero”.10
Alrededor de 1550 Chichicápam era importante por su producción diversa, que se manifestaba en su día de plaza, como lo dice John K. Chance: “Estas diferencias estimularon el intercambio y el comercio y cuando llegaron los españoles, había un bien desarrollado sistema de mercados regionales, cada uno de los cuales tenía lugar cada cinco días. En Etla, Santa Elena (probablemente Tlapacoya) y Chichicapan”. 11
Chance agrega que:
“Los dominicos comenzaron formalmente su labor misionera entre los indios a mitad del siglo, fundando doctrinas en Etla, Cuilapan y la Villa de Oaxaca en 1550, Guaxolotitlán en 1554 y en Ocotlán en 1562. A fines del siglo XVI habían extendido su poder a Teozapotlán, Santa Ana Zegache, Ixtepec, Santa Catarina Minas, Chichicapan, Tlalixtac, Tlacochahuaya, Teitipac, Teotitlán del Valle y Tlacolula”.12
Peter Gerhard menciona que los depósitos minerales fueron descubiertos en los límites de Chichicapan en julio de 1599 y que a finales de este mismo año un nuevo encomendero fue mandado a las minas de Chichicapan.13
Robert J. Mullen, en este sentido escribe: “Chichicápam; como una descripción de Burgoa, Chichicápam en apariencia era una dependencia de Ocotlán (aceptado en 1555)”.14
Por su parte, Esteban Arroyo expresa:
Por algún tiempo este pueblo fue asistido y visitado por los dominicos residentes en Santo Domingo Ocotlán. Fue una de las primeras doctrinas que asistieron nuestros religiosos en estos valles; sin embargo, de acuerdo con la Relación hecha el año 1580, todavía no habían fijado residencia en Chichicápam, pues por esa Relación sabemos que los dominicos de Ocotlán visitaban esos pueblos en la fecha indicada. Nos inclinamos a creer que esta casa se fundó durante el Virreinato de Gaspar de Acevedo Zúñiga –conde de Monterrey–, o sea, entre los años 1595 a 1603.15
De lo que se tiene certeza es que hacia el año 1600, Chichicápam era uno de los centros comerciales más importantes, que llegó
a convertirse en una gran plaza debido a su ubicación estratégica, al encontrarse en el intermedio de zonas y poblados de los valles centrales, lo que le hacía paso necesario a los destinos que hoy conocemos como la región del Istmo y Miahuatlán, que también fueron grandes puntos comerciales (se puede consultar en la monografía de la población, y contrastar con otros datos que la fundación mencionada se ubica entre los años 1599 a 1603). Esta ubicación también fue aprovechada por los frailes dominicos para el adoctrinamiento.
Refiriéndose al ocaso de las minas, la explotación y los abusos, el padre Gay señala:
“En Chichicápam, no sólo fatigaron a los indios con el trabajo de las minas y los repartimientos, sino que destruyeron las sementeras, talaron los campos y se apoderaron de los bienes de los escasos vecinos que quedaron vivos. Cuando el laboreo de las minas cesó, el templo y el convento estaban casi en ruinas, el asiento del pueblo convertido en pantanos y los campos repartidos entre los mineros que los habían aprovechado para estancias de ganado”.16
Los abusos hacia los nativos se efectuaban de diversas maneras, lo que hizo que se generalizaran en otras regiones del estado; por ejemplo, “el repartimiento”. En relación con esto el padre Gay escribe:
Los abusos de los repartimientos no eran privativos del Valle de Oaxaca, pues de la misma o de distinta manera eran vejados los indios de la Sierra y de la Mixteca. Aquel fácil y lucrativo comercio que habían inventado los españoles, de vender sus mercaderías, distribuyéndolas por fuerza entre los indios, aunque no las necesitasen, a precios obligatorios señalados al arbitrio del vendedor, estaba muy extendido y perseveró hasta el último siglo de la dominación española.17
Estas formas de dominio y otros abusos de los españoles, además de las desigualdades entre las diferentes clases sociales, desencadenó en rebeliones y movimientos sociales más organizados, que al final propiciaron la Guerra de Independencia de México, y cien años después la Revolución Mexicana.
Hecho este brevísimo recuento histórico de Chichicápam, ahora, de manera particular, se aborda a las narraciones que se presentan en este libro, las que se relacionan con los acontecimientos referidos y con la cotidianeidad del pueblo, toda vez que para nadie es desconocido que desde el principio de la humanidad se ha tenido la necesidad de compartir las experiencias como una forma de aprendizaje entre las generaciones. Sin duda, el cúmulo de experiencias, influyen principalmente en la forma de pensar y de actuar como seres humanos, lo que provoca una mentalidad abierta y flexible al cambio, o al contrario mantenga los esquemas anquilosados, en este proceso cumple un papel importante la educación, la cual esta obra tiene entre sus propósitos.
Cuentos y leyendas de San Baltazar Chichicápam, Ocotlán, Oaxaca, se compone de narraciones transmitidas de generación en generación de forma oral, mediante pláticas y entrevistas con personas de mayor edad del pueblo, que, dicho sea de paso, la mayoría no tuvo la oportunidad de asistir y aprender en la escuela formal, sin embargo han desarrollado otras habilidades y adquirido distintos aprendizajes en su vida.
Para la comunidad de San Baltazar Chichicápam esta obra cultural y recreativa resulta novedosa, y es el resultado de la colaboración de personas adultas, profesionales y estudiantes; con ella no se ha pretendido agotar la temática, sino motivar para investigar en el conocimiento y preservación de la identidad y cultura.
Los títulos de las narraciones se escribieron en la lengua originaria, de donde provienen; la lengua zapoteca, la cual conjuntamente con la diversidad de lenguas indígenas que posee el estado de Oaxaca integran una gran riqueza que es parte de su idiosincrasia, y que como nativos de San Baltazar Chichicápam, partícipes de esa riqueza, debemos cuidar y transmitirla como un valioso legado a las futuras generaciones.
REBOLLAR San Juan Inocencio. CUENTOS Y LEYENDAS DE SAN BALTAZAR Chichicápam, OCOTLÁN, OAX. Producido por la Dirección General de Culturas Populares del Consejo Nacional para la Cultura y las Artes, la Secretaría de Cultura del Gobierno del Estado de Oaxaca y la Fundación Alfredo Harp Helú Oaxaca, A.C. Colección diálogos, No.13 de la serie Urdimbres,Oaxaca, 2008.
Mención Honorífica en el Premio Nacional de Cuento, Mito y Leyenda "Andrés Henestrosa 2007"